# 다무라정
다무라정(田村町)은 후쿠시마현 다무라군에 설치되었던 정이다. 1995년 1월 1일 신설되었으며, 1965년 5월 1일 다무라정을 포함한 고리야마시 등 11개 시·정·촌 합병에 따라, 고리야마시가 새롭게 설치되고 폐지되었다.

## 역사
- 1929년 5월 10일: 일본국유철도(국철) 스이군선 이와키모리야마역과 야타가와역이 개업
- 1953년 5월 18일: 국도 제115호[B] 제정
- 1955년
  - 1월 1일: 모리야마정, 야타가와촌, 및 다카세촌의 일부가 합병하여 다무라정이 신설
  - 3월 1일: 다무라정에 후타세촌이 편입합병되었다.
- 1965년 5월 1일: 고리야마시와 아사카군 모든 정·촌(아사카정·미호타촌·오세촌·가타히라촌·기쿠타촌·히와다정·후쿠야마정·고난촌·아타미정), 다무라군의 다무라정 등 11개 시·정·촌(1시, 5정, 5촌)이 합병, 고리야마시가 새롭게 설치되고 폐지되었다.